# Машкович, Антон
Антон Машкович (род. 1 июля 1987) — белорусский самбист, серебряный (2007) и бронзовый (2006) призёр первенств Европы среди юниоров, серебряный (2006) и бронзовый (2007) призёр первенств мира среди юниоров, чемпион (2009, 2010) и серебряный призёр (2008) чемпионатов Европы, чемпион (2008) и бронзовый призёр (2009) чемпионатов мира, победитель розыгрыша Кубка мира 2008 года, победитель и призёр этапов Кубка мира, победитель и призёр международных турниров, мастер спорта Республики Беларусь международного класса. Выступал в полулёгкой весовой категории (до 57 кг).